# مالكوم ستيوارت
مالكوم ستيوارت (بالإنجليزية: Malcolm Stewart)‏ هو متسابق دراجات نارية أمريكي، ولد في 27 نوفمبر 1992.